# Itamonte
Itamonte est une municipalité de l'État de Minas Gerais au Brésil.
Sa population était estimée à 14 276 habitants en 2012, elle s'étend sur 430,597 km2.
Elle fait partie de la Microrégion de São Lourenço dans la Mésorégion de Sud et Sud-Ouest du Minas.

## Maires
| Période | Période | Identité                  | Étiquette | Qualité |
| ------- | ------- | ------------------------- | --------- | ------- |
| 2009    | 2012    | Marcos Tridon de Carvalho | PSDB      |         |